# 경주솔거미술관

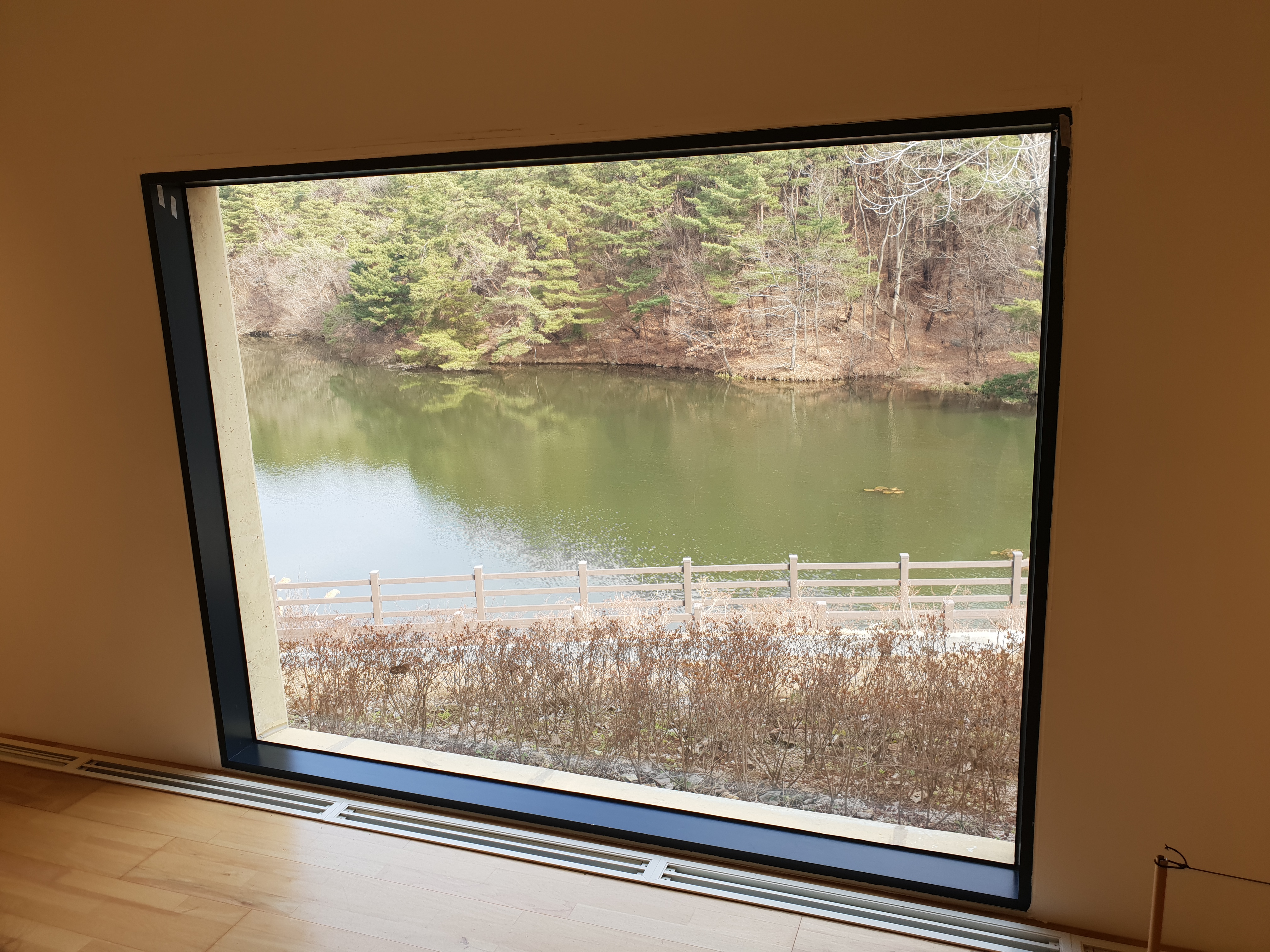
경주솔거미술관

경주솔거미술관은 경상북도 경주시 천군동에 위치한 미술관이다. 경주세계문화엑스포 공원 내에 위치해있으며, 2015년 8월에 처음으로 문을 열었다. 명칭은 신라시대의 화가인 솔거(率居)의 이름에서 유래했다.